# Powerplant
Powerplant è il sesto album della band tedesca Gamma Ray. Fu pubblicato per la prima volta nel 1999 ma ci fu una riedizione nel 2003 nella quale furono aggiunte tre tracce bonus.

## Tracce
Testi e musiche di Kai Hansen, eccetto dove indicato.
1. Anywhere in the Galaxy – 6:37
2. Razorblade Sigh – 5:01
3. Send Me a Sign – 4:07 (Henjo Richter)
4. Strangers in the Night – 6:04 (testo: Hansen, Dan Zimmermann – musica: Zimmermann)
5. Gardens of the Sinners – 5:57 (Hansen, Zimmermann)
6. Short as Hell – 3:57
7. It's a Sin (cover dei Pet Shop Boys) – 4:58 (Chris Lowe, Neil Tennant)
8. Heavy Metal Universe – 5:25
9. Wings of Destiny – 6:26 (Richter)
10. Hand of Fate – 6:12 (testo: Hansen, Dirk Schlächter – musica: Schlächter)
11. Armageddon – 8:48

### Traccia bonus nell'edizione giapponese
1. Long Live Rock'n'Roll (cover dei Rainbow) – 3:46 (Ritchie Blackmore, Ronnie James Dio)

### Tracce bonus nell'edizione rimasterizzata del 2003
1. A While in Dreamland – 4:16 (Hansen, Schlächter)
2. Rich and Famous – 4:53
3. Long Live Rock'n'Roll (cover dei Rainbow) – 3:46 (Blackmore, Dio)

## Formazione
- Kai Hansen - chitarra, voce
- Dirk Schlächter - basso
- Henjo Richter - chitarra, tastiere
- Dan Zimmermann - batteria